# Рафаелі
Рафаелі (хорв. Rafaeli) — населений пункт у Хорватії, в Істрійській жупанії у складі громади Вишнян.

## Населення
Населення за даними перепису 2011 року становило 8 осіб.
Динаміка чисельності населення поселення:

## Клімат
Середня річна температура становить 13,42 °C, середня максимальна – 27,11 °C, а середня мінімальна – -1,07 °C. Середня річна кількість опадів – 902 мм.
| Клімат поселення                              | Клімат поселення | Клімат поселення | Клімат поселення | Клімат поселення | Клімат поселення | Клімат поселення | Клімат поселення | Клімат поселення | Клімат поселення | Клімат поселення | Клімат поселення | Клімат поселення | Клімат поселення |
| Показник                                      | Січ.             | Лют.             | Бер.             | Квіт.            | Трав.            | Черв.            | Лип.             | Серп.            | Вер.             | Жовт.            | Лист.            | Груд.            |                  |
| Середній максимум, °C                         | 9,78             | 10,70            | 13,88            | 17,26            | 22,32            | 26,27            | 27,11            | 26,97            | 22,38            | 17,66            | 12,63            | 9,25             |                  |
| Середня температура, °C                       | 4,36             | 5,27             | 8,46             | 11,83            | 16,91            | 20,85            | 23,35            | 23,22            | 18,61            | 13,90            | 8,86             | 5,49             |                  |
| Середній мінімум, °C                          | −1,07            | −0,14            | 3,02             | 6,39             | 11,48            | 15,42            | 19,58            | 19,45            | 14,85            | 10,14            | 5,09             | 1,73             |                  |
| Норма опадів, мм                              | 64               | 53               | 64               | 72               | 67               | 78               | 54               | 80               | 87               | 102              | 102              | 79               |                  |
| Середньомісячна швидкість вітру, м/с          | 2.09             | 2.36             | 2.49             | 2.50             | 2.26             | 2.18             | 2.16             | 2.10             | 2.14             | 2.31             | 2.36             | 2.26             |                  |
| Середньомісячна сонячна радіація, кДж/м²·день | 4476             | 7406             | 10745            | 15265            | 19487            | 21237            | 22284            | 19095            | 14120            | 9032             | 4901             | 3799             |                  |
| --------------------------------------------- | ---------------- | ---------------- | ---------------- | ---------------- | ---------------- | ---------------- | ---------------- | ---------------- | ---------------- | ---------------- | ---------------- | ---------------- | ---------------- |
| Джерело:                                      |                  |                  |                  |                  |                  |                  |                  |                  |                  |                  |                  |                  |                  |